# 藍染め

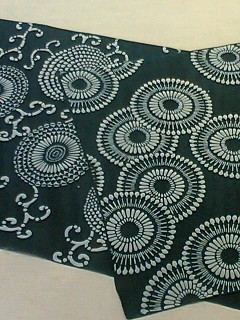
藍染め

藍染めまたは藍染（あいぞめ）とは藍を染料として用いた染物である。藍染は薄い段階では緑みを帯び、濃くなるにつれ、紫みを帯びる。

## 概要
藍染めのための染料は様々な植物から作られている。東南アジアではマメ科のタイワンコマツナギ（印度藍）が、中央アメリカとアフリカ中央部東海岸では同じくマメ科のナンバンコマツナギが、中国東部と朝鮮半島と日本列島中央部ではタデ科の蓼藍(タデアイ)が、沖縄諸島と台湾と中国南部と東南アジアの北部ではキツネノマゴ科の琉球藍が、ヨーロッパではアブラナ科のホソバタイセイ（ウォード）が、北海道と朝鮮半島ではアブラナ科のハマタイセイが用いられてきた。ただしこれらの植物に含まれている色素は全て同じインディゴと呼ばれる物質である。
2018年、オーストリア、チェコ、ドイツ、ハンガリーとスロバキアの藍染めはユネスコの無形文化遺産に登録された。

### 日本における藍染め
タデ藍を発酵させて作る。藍玉を用いることが多い。藍染めはその名前とおり藍色の染色を行うことができ、色が褪せにくいという優れた特徴を持つ。日本において江戸時代には多くの藍染めが行われた。かつては阿波藩における生産が盛んでおり、現在でも徳島県の藍染めは特産品として全国的に有名である。同県の藍住町の名前の由来となっている。
なお、上記は現在主流となっている藍染めのことであって、歴史的にみればタデ藍以外の藍科植物の使用や、発酵＝藍玉（スクモ）以外の手法による藍染めが存在する（アイ (植物)の項参照）。特に万葉集に登場する「藍摺(あいず)りの衣」や、大嘗祭(だいじょうさい)に用いられる小忌衣（おみごろも）の、染色方法や色相については意見が分かれる 。タデ藍が遣唐使によって渡来した植物と考えられているため、それ以前の藍染めは日本原産の山藍によると推測され、上記の2例は山藍染めと見られている。
山藍は藍色のもとになる色素「インジカン」を含まない植物であり古代には緑も青も共に「アオ」と称されていたという説もあることから、当時の藍染めが緑色の染色か青色の染色か明確ではない。
藍染めを行った布には消臭効果、細菌が増えるのを抑制する効果、虫除け効果が付与される。
栃木県佐野市では江戸時代から藍染め「佐野藍」の原料となる藍の生産が盛んで、明治時代末期に外国の安価な化学染料に押されて一時同市での生産は途絶えたが、有志によって2012年に栽培が復活した。

## 藍染めに関する施設
- 藍の館（徳島県板野郡藍住町）
- 藍染工芸館（徳島県徳島市応神町）
- 阿波の藍染しじら館（徳島県徳島市国府町府中）
- 古庄染工場（徳島県徳島市佐古七番町）
- 技の館  (徳島県板野郡上板町)